# Årets barn- och ungdomskörledare
Årets barn- och ungdomskörledare är ett stipendium som tilldelas en person som främjat körsång bland barn och ungdomar. Utmärkelsen utdelas av Ungikör. Stipendiesumman är 30 000 kr (2008).

## Lista över pristagare
- 1993 – Carl Bertil Agnestig, Nacka
- 1994 – Bodil Helldén och Daniel Helldén, Stenungsund
- 1995 – Bror Samuelson, Västerås
- 1997 – Eva-Katharina Larsson (postumt) och Gunnel Fagius, Uppsala
- 1998 – Eva Ekdahl, Stockholm
- 1999 – Karin Fagius, Lund
- 2000 – Anne Johansson, Göteborg
- 2001 – Bo Johansson, Stockholm
- 2002 – Karl-Fredrik Jehrlander, Östersund
- 2003 – Kerstin Linzander, Bollnäs
- 2004 – Jan Åke Hillerud, Stockholm
- 2005 – Anna Cederberg-Orreteg, Stockholm
- 2006 – Georg Riedel, Stockholm
- 2007 – Eva Svanholm Bohlin, Lund
- 2008 – Birgitta Rosenquist-Brorson, Arboga
- 2009 – Marie Bejstam och Charlotte Rider Norlander, Botkyrka
- 2010 – Ing-Mari Ek[2]
- 2011 – Daniela Nyström [3]
- 2012 – Anne Aaltonen Samuelson,[4] Tyresö
- 2013 – Björn Johansson, Örebro
- 2014 – Petter Ekberg[5], Göteborg
- 2015 – Gunnel och Lars-Ewe Nilsson, Stockholm
- 2016 – Birgitta Mannerström Molin, Göteborg
- 2017 – Susanna Lindmark[6]
- 2018 – Margareta Raab, Uppsala[7]
- 2019 – Pelle Olofson, Stockholm[8]
- 2020 - Gullan Bornemark
- 2021 - Anna-Karin Anmo, Västerås
- 2022 - Karin Caesar, Vinslöv
- 2023 – Ingrid Risberg, Stockholm[9]
- 2024 – Hanna Sandman, Stockholm[9]